# Солоница (Козельщинский район)
Солоница (укр. Солониця) — село,
Солоницкий сельский совет,
Козельщинский район,
Полтавская область,
Украина.
Код КОАТУУ — 5322084901. Население по переписи 2001 года составляло 801 человек.
Является административным центром Солоницкого сельского совета, в который, кроме того, входят сёла
Верхняя Жужмановка,
Нижняя Жужмановка,
Павлики и
Шевченки.

## Географическое положение
Село Солоница примыкает к пгт Новая Галещина, на расстоянии в 0,5 км от села Нижняя Жужмановка.
По селу протекает пересыхающий ручей с запрудой.
Рядом проходит автомобильная дорога М-22 (E 577) и
железная дорога, станция Галещина в 2-х км.

## История
Село указано на специальной карте Западной части России Шуберта 1826-1840 годов

## Экономика
- ЧП «Солоницкое».

## Объекты социальной сферы
- Школа.

## Известные люди
- Черченко, Андрей Спиридонович — советский партийный и хозяйственный деятель, председатель Полтавского облисполкома. Депутат Верховного Совета УССР 4-го созыва. Кандидат в члены ЦК КПУ в 1956—1960 г.
- Герой Советского Союза Семён Нагнибеда.